# 灰背叶柯
灰背叶柯（学名：Lithocarpus hypoglaucus）为壳斗科柯属的植物，为中国的特有植物。分布在中国大陆的四川、云南等地，生长于海拔1,700米至3,000米的地区，常生长在山地杂木林中，目前尚未由人工引种栽培。

## 别名
粉背石栎